# Ductifera sucina
Ductifera sucina är en svampart som först beskrevs av Möller, och fick sitt nu gällande namn av K. Wells 1958. Ductifera sucina ingår i släktet Ductifera, ordningen Auriculariales, klassen Agaricomycetes, divisionen basidiesvampar och riket svampar.   Inga underarter finns listade i Catalogue of Life.